# Haplomunna caeca
Haplomunna caeca är en kräftdjursart som först beskrevs av Richardson1905.  Haplomunna caeca ingår i släktet Haplomunna och familjen Haplomunnidae. Inga underarter finns listade i Catalogue of Life.